# Bandera de Bárcena de Cicero
La bandera de Bárcena de Cicero es uno de los símbolos del municipio español de Bárcena de Cicero en Cantabria, junto a su escudo.
Dicha bandera es de paño rectangular, de proporciones no indicadas, dividido en dos franjas horizontales, la superior verde de una anchura 2:5 y la inferior azul de una anchura 3:5.